# Judo na Letnich Igrzyskach Olimpijskich 2020

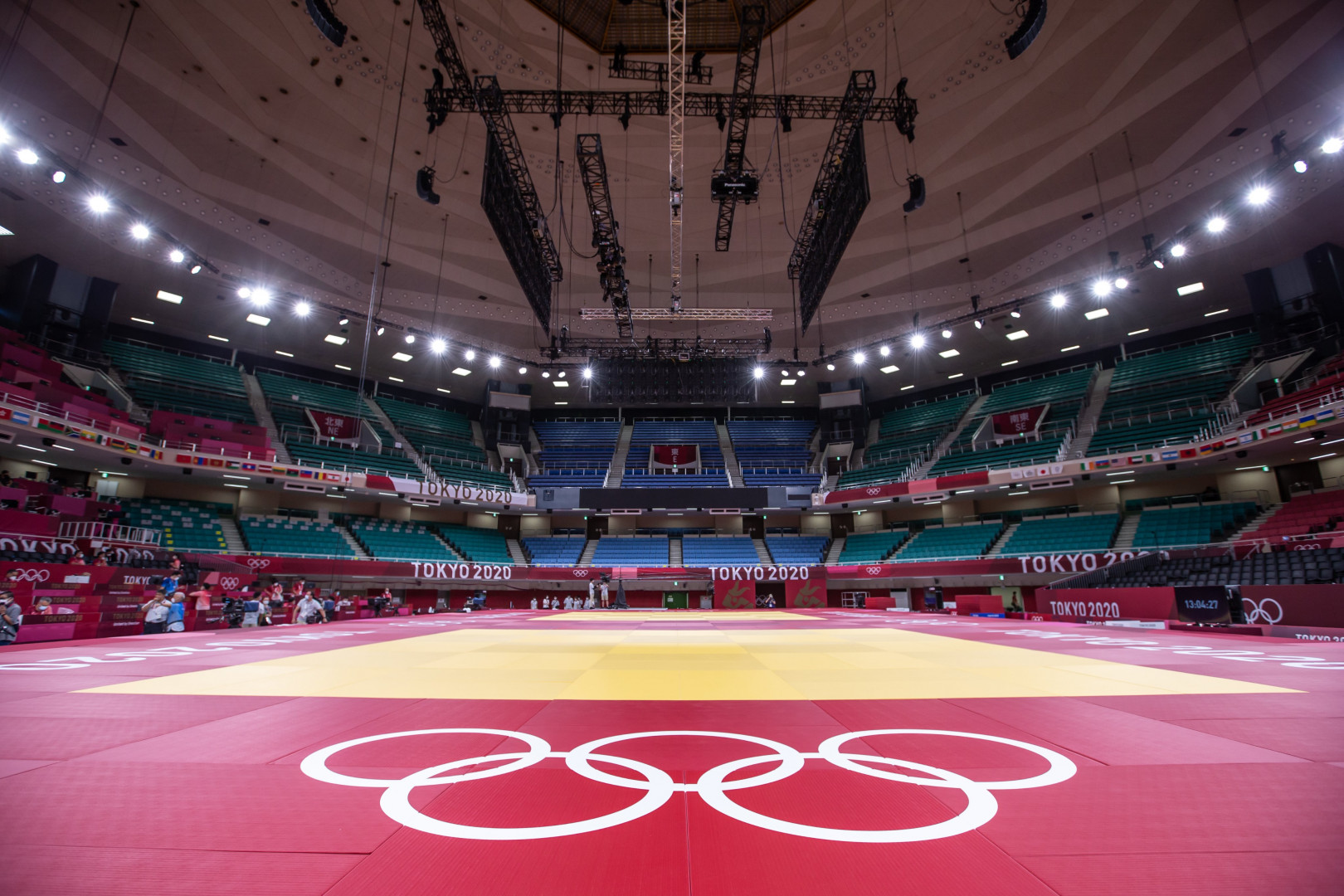

Zawody w judo na Letnich Igrzyskach Olimpijskich 2020 w Tokio były rozgrywane w dniach 24-31 lipca 2021 w hali Nippon Budōkan.

## Rezultaty

### Mężczyźni
| Konkurencja    | Złoto           | Srebro                | Brąz                                 |
| do 60 kg       | Naohisa Takatō  | Yang Yung-wei         | Jełdos Smietow Luka Mkheidze         |
| do 66 kg       | Hifumi Abe      | Waża Margwelaszwili   | An Ba-ul Daniel Cargnin              |
| do 73 kg       | Shōhei Ōno      | Lasza Szawdatuaszwili | An Chang-rim Cend-Ocziryn Cogtbaatar |
| do 81 kg       | Takanori Nagase | Sa’id Mollaji         | Shamil Borchashvili Matthias Casse   |
| do 90 kg       | Lasza Bekauri   | Eduard Trippel        | Davlat Bobonov Krisztián Tóth        |
| do 100 kg      | Aaron Wolf      | Cho Gu-ham            | Jorge Fonseca Nijaz Iljasow          |
| powyżej 100 kg | Lukáš Krpálek   | Guram Tusziszwili     | Teddy Riner Tamierłan Baszajew       |

### Kobiety
| Konkurencja   | Złoto               | Srebro               | Brąz                                          |
| do 48 kg      | Distria Krasniqi    | Funa Tonaki          | Darja Biłodid Mönchbatyn Uranceceg            |
| do 52 kg      | Uta Abe             | Amandine Buchard     | Odette Giuffrida Chelsie Giles                |
| do 57 kg      | Nora Gjakova        | Sarah-Léonie Cysique | Jessica Klimkait Tsukasa Yoshida              |
| do 63 kg      | Clarisse Agbegnenou | Tina Trstenjak       | Maria Centracchio Catherine Beauchemin-Pinard |
| do 70 kg      | Chizuru Arai        | Michaela Polleres    | Madina Tajmazowa Sanne van Dijke              |
| do 78 kg      | Shori Hamada        | Madeleine Malonga    | Anna-Maria Wagner Mayra Aguiar                |
| powyżej 78 kg | Akira Sone          | Idalys Ortíz         | Iryna Kindzerśka Romane Dicko                 |

### Konkurencje mieszane
| Konkurencja      | Złoto | Srebro | Brąz |
| Zawody drużynowe | Francja Clarisse Agbegnenou Amandine Buchard Guillaume Chaine Axel Clerget Sarah-Léonie Cysique Romane Dicko Alexandre Iddir Kilian Le Blouch Madeleine Malonga Margaux Pinot Teddy Riner | Japonia Hifumi Abe Uta Abe Chizuru Arai Shori Hamada Hisayoshi Harasawa Shoichiro Mukai Takanori Nagase Shōhei Ōno Akira Sone Miku Tashiro Aaron Wolf Tsukasa Yoshida | Niemcy Johannes Frey Karl-Richard Frey Jasmin Grabowski Katharina Menz Dominic Ressel Giovanna Scoccimarro Sebastian Seidl Theresa Stoll Martyna Trajdos Eduard Trippel Anna-Maria Wagner Igor Wandtke Izrael Tohar Butbul Raz Hershko Li Kochman Inbar Lanir Sagi Muki Timna Nelson-Levy Peter Paltchik Shira Rishony Or Sasson Gili Sharir Baruch Shmailov |

## Tabela medalowa
Kolorem oznaczono gospodarza igrzysk (Japonia)
| Miejsce | Państwo                     | Złoto | Srebro | Brąz | Razem |
| ------- | --------------------------- | ----- | ------ | ---- | ----- |
| 1       | Japonia                     | 9     | 2      | 1    | 12    |
| 2       | Francja                     | 2     | 3      | 3    | 8     |
| 3       | Kosowo                      | 2     | 0      | 0    | 2     |
| 4       | Gruzja                      | 1     | 3      | 0    | 4     |
| 5       | Czechy                      | 1     | 0      | 0    | 1     |
| 6       | Korea Południowa            | 0     | 1      | 2    | 3     |
| 6       | Mongolia                    | 0     | 1      | 2    | 3     |
| 6       | Niemcy                      | 0     | 1      | 2    | 3     |
| 9       | Austria                     | 0     | 1      | 1    | 2     |
| 10      | Chińskie Tajpej             | 0     | 1      | 0    | 1     |
| 10      | Kuba                        | 0     | 1      | 0    | 1     |
| 10      | Słowenia                    | 0     | 1      | 0    | 1     |
| 13      | Rosyjski Komitet Olimpijski | 0     | 0      | 3    | 3     |
| 14      | Brazylia                    | 0     | 0      | 2    | 2     |
| 14      | Kanada                      | 0     | 0      | 2    | 2     |
| 14      | Włochy                      | 0     | 0      | 2    | 2     |
| 17      | Azerbejdżan                 | 0     | 0      | 1    | 1     |
| 17      | Belgia                      | 0     | 0      | 1    | 1     |
| 17      | Holandia                    | 0     | 0      | 1    | 1     |
| 17      | Izrael                      | 0     | 0      | 1    | 1     |
| 17      | Kazachstan                  | 0     | 0      | 1    | 1     |
| 17      | Portugalia                  | 0     | 0      | 1    | 1     |
| 17      | Ukraina                     | 0     | 0      | 1    | 1     |
| 17      | Uzbekistan                  | 0     | 0      | 1    | 1     |
| 17      | Węgry                       | 0     | 0      | 1    | 1     |
| 17      | Wielka Brytania             | 0     | 0      | 1    | 1     |
| Ogółem  | Ogółem                      | 15    | 15     | 30   | 60    |